# Atta colombica

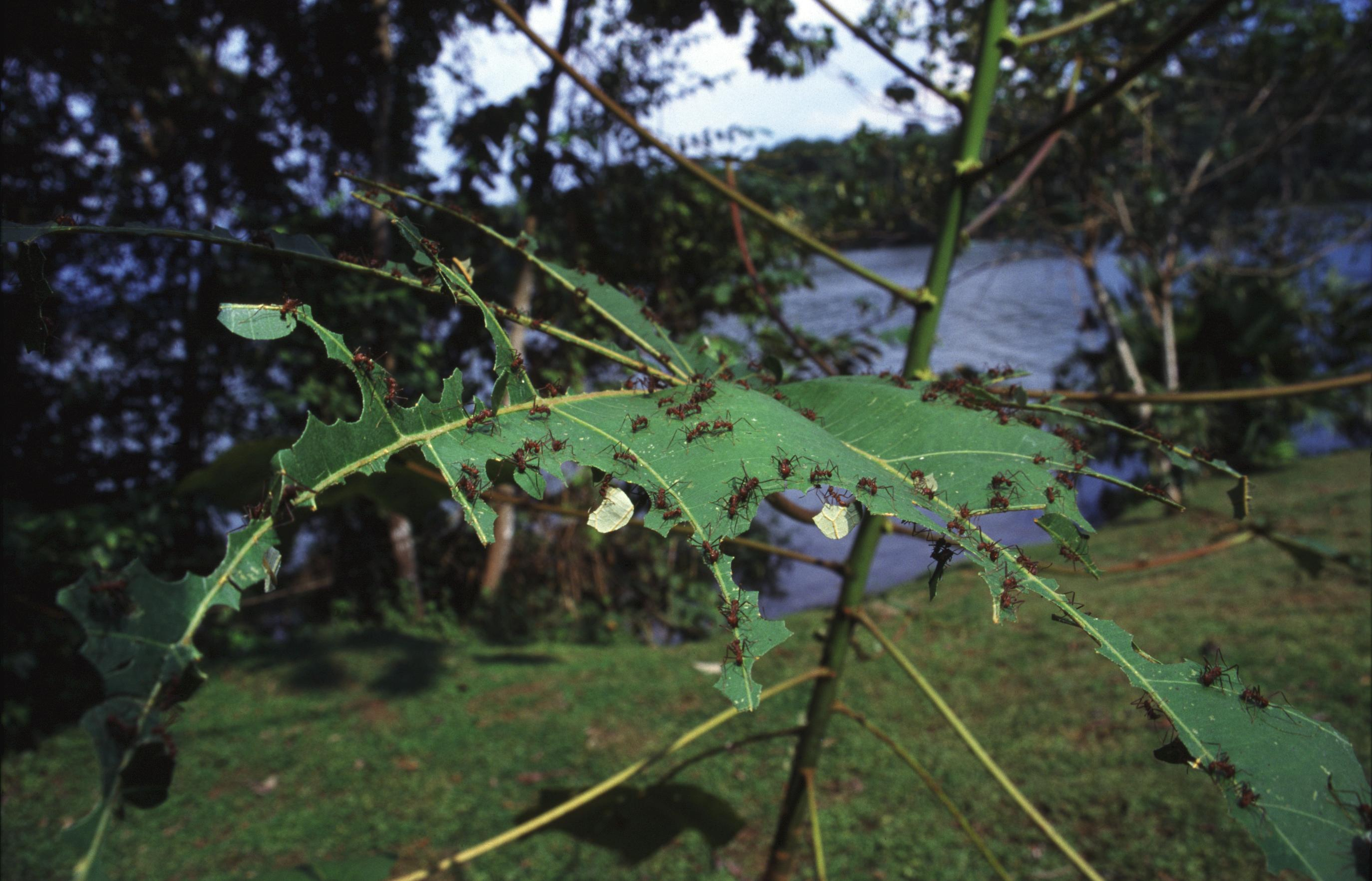
Муравьи Atta colombica, разрезающие лист

Atta colombica (лат.) — вид муравьёв-листорезов из трибы грибководов Attini подсемейства Myrmicinae (Formicidae). Рабочие имеют каштановую окраску и матовую поверхность кутикулы. Характерен полиморфизм рабочих особей. В муравейнике встречаются как мелкие (выполняющие роль садоводов-грибководов) и средние рабочие (фуражиры и строители), так и большие крупноголовые рабочие (солдаты).
Подсчёты Мартина и др. (Martin et al. 1967) и Вебера (Weber 1982) показали, что в гнёздах A. colombica может быть от 2,5 до 5 млн муравьёв. Самки перед тем, как основать колонию, спариваются с двумя-тремя самцами.

## Распространение
Центральная и Южная Америка: от Гватемалы до Колумбии, и могут быть найдены в Коста-Рике.

## Синонимы
- Atta tonsipes Santschi
- Atta lebasii Guirin-Mineville
- Atta erecta Santschi
- Atta cephalotes erecta Santschi